# Distinguished Flying Medal
De Distinguished Flying Medal (DFM) is een Britse onderscheiding. De decoratie werd ingesteld om onderofficieren en manschappen die zich tijdens een vlucht dapper betoonden passend te kunnen decoreren. Voor dapperheid op de grond zijn er het Air Force Cross en de Air Force Medal. Luchtmachtpersoneel dat officier was ontving in vergelijkbare gevallen voor hun moed tijdens het vliegen het Distinguished Flying Cross. In 1993 werd het Britse militaire decoratiestelsel hervormd, het AFC en DFC bleven bestaan maar de corresponderende medailles werden door het nieuwe Conspicuous Gallantry Cross vervangen. Het Nederlandse Vliegerkruis is op het Air Force Cross en het Distinguished Flying Cross geïnspireerd en verenigt de karakteristieken van beide Britse kruisen en van de twee medailles.
De langwerpige zilveren medaille wordt aan een diagonaal paars gestreept lint en een rijk versierde zilveren beugel op de linkerborst gedragen. Herhaalde toekenning worden aangeduid met een zilveren gesp op het lint en een kleine zilveren roos op het baton.
Op de voorzijde staat het portret van het Britse staatshoofd. Er zijn medailles met het portret van George V, George VI en Elizabeth II. Op de keerzijde is een zittende godin afgebeeld.
De medaille was bestemd voor Britse mitairen en militairen uit het Gemenebest.
Het criterium voor toekenning was exceptional valour, courage or devotion to duty whilst flying in active operations against the enemy.
De medaille werd op 3 juni 1918 ingesteld en in 1993 afgeschaft.
De Conspicuous Gallantry Medal is hoger in rang. De Distinguished Service Medal, de Military Medal en de Air Force Medal zijn in rang gelijk aan de Distinguished Flying Medal. De kleine zilveren of bronzen lauwertak van een in een Dagorder genoemde persoon is lager in rang.
Het Distinguished Flying Cross wordt nu, in plaats van de medaille, aan alle rangen in de luchtmacht en aan personeel van landmacht en marine voor zover die een taak in een vliegtuig hebben, uitgereikt.
Tijdens en na de Eerste Wereldoorlog werden 105 medailles en twee gespen uitgereikt. De felle luchtoorlog in de Tweede Wereldoorlog bracht 6,637 verleningen en 60 gespen met zich mee. Van deze medailles werden 165 stuks verleend aan piloten en manschappen van buiten het Gemenebest.
De enige militair met twee gespen op het lint van zijn Distinguished Flying Medal was de Britse Flight Sergeant Donald Ernest Kingaby die zijn tweede gesp voor een derde toekenning in november 1941 ontving. Hij heeft in de Tweede Wereldoorlog 21 Duitse vliegtuigen neergeschoten.
Net als bij het Distinguished Flying Cross werd de warrant in 1932 gewijzigd. De kwalificatie was nu "for exceptional valour, courage or devotion to duty whist flying in active operations against the enemy". De medaille werd in 1971 voor het laatst aan een Australiër uitgereikt. De Australische luchtmacht vocht in Vietnam en ondersteunde de Zuid-Vietnamezen in hun strijd tegen de noordelijke communistische agressie. In totaal werden 436 Distinguished Flying Medald en twee gespen aan het personeel van de Royal Australian Air Force uitgereikt.
In het conflict om de Falklandeilanden werd de Distinguished Flying Medal eenmaal verleend.

## De medaille
- Een ovale zilveren medaille met een breedte van 35 millimeter en een hoogte van 41 millimeter. Op de voorzijde is de regerende vorst afgebeeld.
- Op de keerzijde is binnen een lauwerkrans Athena Nike, een aan de overwinning in de strijd gewijde godin, zittend op een vliegtuig en met een roofvogel in de hand afgebeeld. De tekst luidt "FOR COURAGE".

- Het 32 millimeter brede lint was tot 1919 wit met brede horizontale paarse strepen. Sinds 1919 zijn de strepen paars in een hoek van 45 graden.

| Distinguished Flying Medal baton | Distinguished Flying Medal baton | Distinguished Flying Medal baton | Distinguished Flying Medal baton |
|                                  | DFM                              | DFM en gesp                      |                                  |
| -------------------------------- | -------------------------------- | -------------------------------- | -------------------------------- |
| 1918–1919                        |                                  |                                  |                                  |
| 1919–1993                        |                                  |                                  |                                  |

## Nederlandse dragers van de Distinguished Flying Medal
- G. van Haarlem, uitgereikt op 6 april 1948. Hij was sergeant-vlieger Marineluchtvaartdienst van het KNIL
- J.H. Harms. Hij was sergeant-vlieger Marineluchtvaartdienst; R.A.F. no. 322 (Dutch) Squadron
- H.J. Holleman, uitgereikt op 31 januari 1945. Hij was sergeant-vlieger Marineluchtvaartdienst; R.A.F. no. 320 (R.D.N.A.S.) Squadron
- J. Kuiper, uitgereikt op 26 april 1944. Hij was reserve-sergeant-waarnemer Marineluchtvaartdienst; R.A.F. no. 320 (R.D.N.A.S.) Squadron
- D. Schröder, uitgereikt op 25 augustus 1942. Hij was reserve-sergeant-vlieger Marineluchtvaartdienst; R.A.F. no. 320 (R.D.N.A.S.) Squadron
- K. van Tongeren, uitgereikt op 10 januari 1941. Hij was korporaal-telegrafist Marineluchtvaartdienst; R.A.F. no. 320 (R.D.N.A.S.) Squadron
- W. de Vries, uitgereikt op 5 april 1946. Hij was sergeant-vlieger Marineluchtvaartdienst; R.A.F. no. 322 (Dutch) Squadron[3]